# Rajd Chorwacji 2008
Rajd Chorwacji 2008 (35. INA Croatia Delta Rally) – 35 edycja rajdu samochodowego Rajd Chorwacji rozgrywanego we Chorwacji. Rozgrywany był od 22 do 24 maja 2008 roku. Była to trzecia runda Rajdowych Mistrzostw Europy w roku 2008 oraz pierwsza runda Rajdowych Mistrzostw Chorwacji. Składał się z 15 odcinków specjalnych.

## Klasyfikacja rajdu
| Miejsce | Miejsce | Miejsce | Kierowca         | Pilot           | Samochód                       | Czas      | Strata   |
| Gen.    | ERC     | CRO     | Kierowca         | Pilot           | Samochód                       | Czas      | Strata   |
| ------- | ------- | ------- | ---------------- | --------------- | ------------------------------ | --------- | -------- |
| 1.      | 1.      |         | Corrado Fontana  | Renzo Casazza   | Fiat Abarth Grande Punto S2000 | 2:16:12.6 | 0.0      |
| 2.      | 2.      |         | Michał Sołowow   | Maciej Baran    | Peugeot 207 S2000              | 2:17:27.3 | +1:14.7  |
| 3.      | 3.      |         | Volkan Isik      | Kaan Özsenler   | Fiat Abarth Grande Punto S2000 | 2:17:54.3 | +1:41.7  |
| 4.      |         |         | Tomaž Kaučič     | Peter Zorenč    | Mitsubishi Lancer Evo IX       | 2:19:43.8 | +3:31.2  |
| 5.      |         | 1.      | Siniša Crnojević | Martina Maretić | Mitsubishi Lancer Evo IX       | 2:20:49.4 | +4:36.8  |
| 6.      | 4.      |         | Krum Donchev     | Stoiko Valchev  | Subaru Impreza STi N14         | 2:21:18.1 | +5:05.5  |
| 7.      | 5.      |         | Luca Betti       | Maurizio Barone | Mitsubishi Lancer Evo IX       | 2:22:08.6 | +5:56.0  |
| 8.      | 6.      | 2.      | Juraj Šebalj     | Toni Klinc      | Mitsubishi Lancer Evo IX       | 2:22:14.8 | +6:02.2  |
| 9.      |         |         | Darko Peljhan    | Igor Kacin      | Mitsubishi Lancer Evo IX       | 2:23:38.9 | +7:26.3  |
| 10.     |         |         | János Szilágyi   | József Kerekes  | Mitsubishi Lancer Evo IX       | 2:27:54.3 | +11:41.7 |